# Bourdonné
Ne doit pas être confondu avec Bourdonnay.
Bourdonné est une commune française située dans le département des Yvelines en région Île-de-France.

## Géographie

### Situation
La commune de Bourdonné est située dans l'ouest médian du département, à la limite ouest du massif forestier de Rambouillet. Elle se trouve, par la route, à environ 39 kilomètres à l'ouest de Versailles et à environ 30 kilomètres au sud de Mantes-la-Jolie.

### Hydrographie
Elle est traversée dans le sens sud-nord par la Vesgre (affluent de l'Eure).

### Hameaux de la commune
- La Cage à Margot (en direction de Dannemarie),
- Chaudejoute (en direction de Dannemarie),
- Hermeray (ancien hameau en direction de Dannemarie)[1],
- Recoin (en direction de Saint-Comes),
- les Haies,
- la Cour des Haies.

### Communes voisines
Les communes limitrophes en sont Gambais au nord, Gambaiseuil à l'est, Condé-sur-Vesgre au sud, Boutigny-Prouais (Eure-et-Loir) au sud-ouest et Dannemarie à l'ouest.

### Transports et voies de communications

#### Réseau routier
- La route départementale 983 qui mène, vers le nord, à Gambais et, vers le sud, à Condé-sur-Vesgre puis Nogent-le-Roi dans le département voisin d'Eure-et-Loir.
- La route départementale 61 commence au centre du village et mène vers le nord-nord-ouest à Houdan.
- La route départementale 936 qui est plus au sud et en dehors du village, conduit, vers le sud-est, à Saint-Léger-en-Yvelines puis Rambouillet et Saint-Arnoult-en-Yvelines.

#### Desserte ferroviaire
La gare SNCF la plus proche est la gare de Houdan à quelque sept kilomètres au nord.

#### Bus
La commune est desservie par les lignes 15, 16 et Express 60 du réseau de bus Centre et Sud Yvelines.

### Climat
Pour des articles plus généraux, voir Climat de l'Île-de-France et Climat des Yvelines.
En 2010, le climat de la commune est de type climat océanique dégradé des plaines du Centre et du Nord, selon une étude du CNRS s'appuyant sur une série de données couvrant la période 1971-2000. En 2020, Météo-France publie une typologie des climats de la France métropolitaine dans laquelle la commune est dans une zone de transition entre le climat océanique et le climat océanique altéré et est dans la région climatique Sud-ouest du bassin Parisien, caractérisée par une faible pluviométrie, notamment au printemps (120 à 150 mm) et un hiver froid (3,5 °C).
Pour la période 1971-2000, la température annuelle moyenne est de 10,6 °C, avec une amplitude thermique annuelle de 14,4 °C. Le cumul annuel moyen de précipitations est de 650 mm, avec 10,7 jours de précipitations en janvier et 7,9 jours en juillet. Pour la période 1991-2020, la température moyenne annuelle observée sur la station météorologique la plus proche, située sur la commune de Saint-Léger-en-Yvelines à 9 km à vol d'oiseau, est de 11,0 °C et le cumul annuel moyen de précipitations est de 706,3 mm,. Pour l'avenir, les paramètres climatiques de la commune estimés pour 2050 selon différents scénarios d'émission de gaz à effet de serre sont consultables sur un site dédié publié par Météo-France en novembre 2022.

## Urbanisme

### Typologie
Au 1er janvier 2024, Bourdonné est catégorisée commune rurale à habitat dispersé, selon la nouvelle grille communale de densité à sept niveaux définie par l'Insee en 2022.
Elle est située hors unité urbaine. Par ailleurs la commune fait partie de l'aire d'attraction de Paris, dont elle est une commune de la couronne,. Cette aire regroupe 1 929 communes,.

### Occupation des solssimplifiée
Le territoire de la commune se compose en 2017 de 92,58  % d'espaces agricoles, forestiers et naturels, 3,96 % d'espaces ouverts artificialisés et 3,46 % d'espaces construits artificialisés.

## Toponymie
Le nom de la localité est attesté sous les formes Burdoniacum en 768, Burdineium en 1004, Burdeneium  en 1124, Burdeniacum, Burdinetum au XIIIe siècle vers 1250, Bordenatum en 1269, Bourdenetum en 1351, Bourdonnetum fin du XVe siècle, Burdeneium  en 1124, Bordeniacum en 1512, Burdeneium  en 1124, Bordeniacum en 1512, Bordené, Bordener, Bourdonnay de 1601 à 1608,.
L'origine de ce toponyme est indo-européenne, il provient de l'agglutination du nom de personne gallo-romain, du bas latin Burdo latinisé en Burdonus et du suffixe acum qui signifie « la terre de Burdonus »[réf. nécessaire].

## Histoire
Le territoire est très anciennement habité. On y a en effet retrouvé des haches préhistoriques en pierre polie et en 1899, à l'occasion de travaux, une centaine de pièces romaines à l'effigie de l'empereur Antonin le Pieux. Il se trouvait à l'époque gauloise dans le domaine des Carnutes.
Il fut rattaché à partir de 1317 au comté de Montfort.

### XVIesiècle
En 1570, plusieurs quartiers de terre de l'abbaye de Grandchamp, appartenant au monastère, furent aliénés par ordre du roi et achetés par Pierre de Bourdonné.

### XVIIesiècle
Une carte topographique de 1646 incorpore la commune à la Madrie.
Charles II (alias Jacques) de Cocherel, mort vers 1675 chevalier, seigneur et marquis de Bourdonné (dès 1664), seigneur du Clos, du Parc, Adainville et Goussainville, lieutenant-général des Armées du Roi, mestre de camp d’un régiment d’infanterie de 30 compagnies, conseiller d’État, Gouverneur et Grand bailli du comté Montfort pour le Roi et pour le comte de Montfort, duc d’Epernon (dès 1635), directeur des haras établis à Saint-Léger, gouverneur La Bassée, Soissons, Vic et Moyenvic (1646), député de la noblesse du comté de Montfort aux Etats-Généraux (1649) (maintenu en noblesse par le Conseil d’État le 19/03/1668) épouse par contrat le 24 janvier 1633 Marie-Geneviève Le Morhier (fille de Jacques, chevalier, seigneur de Villers, et de Marie (alias Jeanne) de Champrond) , .

### XIXesiècle
Le village a été rattaché au canton de Houdan en 1803. Il fut occupé par les Prussiens à deux reprises en 1815 et en 1870.

## Politique et administration

### Liste des maires
| Période                                  | Période  | Identité        | Étiquette | Qualité |
| ---------------------------------------- | -------- | --------------- | --------- | ------- |
| Les données manquantes sont à compléter. |          |                 |           |         |
| mars 2001                                | En cours | Sylvain Rouland |           |         |

### Instances administratives et judiciaires
La commune de Bourdonné appartient au canton de Bonnières-sur-Seine et est rattachée à la communauté de communes du pays Houdanais.
Sur le plan électoral, la commune est rattachée à la neuvième circonscription des Yvelines, circonscription à dominante rurale du nord-ouest des Yvelines.
Sur le plan judiciaire, Bourdonné fait partie de la juridiction d’instance de Mantes-la-Jolie et, comme toutes les communes des Yvelines, dépend du tribunal de grande instance ainsi que de tribunal de commerce sis à Versailles,.

## Population et société

### Démographie

#### Évolution démographique
L'évolution du nombre d'habitants est connue à travers les recensements de la population effectués dans la commune depuis 1793. Pour les communes de moins de 10 000 habitants, une enquête de recensement portant sur toute la population est réalisée tous les cinq ans, les populations de référence des années intermédiaires étant quant à elles estimées par interpolation ou extrapolation. Pour la commune, le premier recensement exhaustif entrant dans le cadre du nouveau dispositif a été réalisé en 2006.

En 2022, la commune comptait 506 habitants, en évolution de +1,81 % par rapport à 2016 (Yvelines : +2,72 %, France hors Mayotte : +2,11 %).
| 1793 | 1800 | 1806 | 1821 | 1831 | 1836 | 1841 | 1846 | 1851 |
| ---- | ---- | ---- | ---- | ---- | ---- | ---- | ---- | ---- |
| 457  | 424  | 456  | 475  | 546  | 541  | 539  | 540  | 505  |

| 1856 | 1861 | 1866 | 1872 | 1876 | 1881 | 1886 | 1891 | 1896 |
| ---- | ---- | ---- | ---- | ---- | ---- | ---- | ---- | ---- |
| 503  | 519  | 514  | 548  | 532  | 489  | 525  | 514  | 548  |

| 1901 | 1906 | 1911 | 1921 | 1926 | 1931 | 1936 | 1946 | 1954 |
| ---- | ---- | ---- | ---- | ---- | ---- | ---- | ---- | ---- |
| 528  | 456  | 448  | 408  | 406  | 350  | 304  | 336  | 317  |

| 1962 | 1968 | 1975 | 1982 | 1990 | 1999 | 2006 | 2011 | 2016 |
| ---- | ---- | ---- | ---- | ---- | ---- | ---- | ---- | ---- |
| 299  | 248  | 250  | 294  | 390  | 427  | 466  | 502  | 497  |

| 2021 | 2022 | - | - | - | - | - | - | - |
| ---- | ---- | - | - | - | - | - | - | - |
| 504  | 506  | - | - | - | - | - | - | - |

#### Pyramide des âges
En 2018, le taux de personnes d'un âge inférieur à 30 ans s'élève à 27,8 %, soit en dessous de la moyenne départementale (38 %). À l'inverse, le taux de personnes d'âge supérieur à 60 ans est de 32,2 % la même année, alors qu'il est de 21,7 % au niveau départemental.
En 2018, la commune comptait 230 hommes pour 262 femmes, soit un taux de 53,25 % de femmes, légèrement supérieur au taux départemental (51,32 %).
Les pyramides des âges de la commune et du département s'établissent comme suit.
| Hommes | Classe d’âge | Femmes |
| ------ | ------------ | ------ |
| 0,4    | 90 ou +      | 2,0    |
| 7,2    | 75-89 ans    | 8,8    |
| 22,6   | 60-74 ans    | 23,2   |
| 25,1   | 45-59 ans    | 23,4   |
| 15,5   | 30-44 ans    | 16,2   |
| 13,8   | 15-29 ans    | 13,4   |
| 15,5   | 0-14 ans     | 13,1   |

| Hommes | Classe d’âge | Femmes |
| ------ | ------------ | ------ |
| 0,6    | 90 ou +      | 1,4    |
| 6      | 75-89 ans    | 7,8    |
| 13,5   | 60-74 ans    | 14,8   |
| 20,7   | 45-59 ans    | 20,1   |
| 19,6   | 30-44 ans    | 19,9   |
| 18,5   | 15-29 ans    | 16,8   |
| 21,2   | 0-14 ans     | 19,2   |

## Économie
- Agriculture, horticulture, élevage.
- Commune résidentielle.

## Culture locale et patrimoine

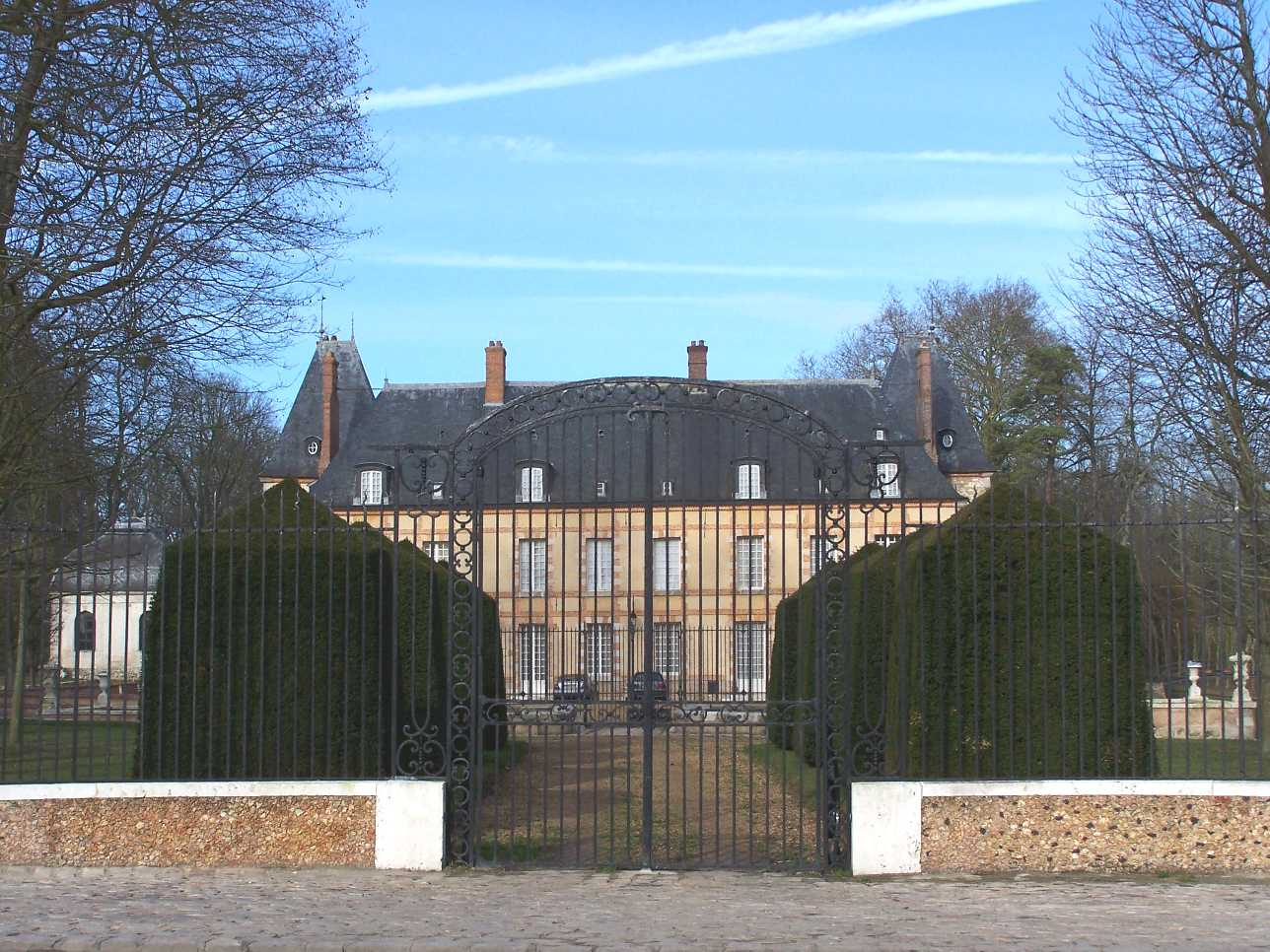
Le château de Bourdonné.

### Lieux et monuments
- Église Saint-Martin : édifice en pierre de style roman datant du XIIIe siècle. Une chapelle latérale a été édifiée au XVIIe siècle.
- Le château, situé sur la route de Houdan, date initialement du XVIIe siècle et a été agrandi et remanié aux XVIIIe et XIXe siècles.

Le château et sa chapelle, construite en 1733, ont été classés monuments historiques en novembre 1946. Les communs du XVIIe siècle, les douves et le parc l'ont été en 1989. Il est aujourd'hui la propriété de la sœur du chanteur Charles Aznavour.

### Personnalités liées à la commune
- José-Maria de Heredia (1842-1905), poète est décédé au château de Bourdonné. Une plaque commémorative à l'effigie du poète a été apposée sur la façade du château à l'occasion du centenaire de sa mort.

### Héraldique
| Blason de Bourdonné | Blason  | De gueules à trois fasces d'or, au chef de France ancien. |
| Blason de Bourdonné | Détails | Le statut officiel du blason reste à déterminer.          |